# Pierre Mortefon
Pierre Mortefon est un véliplanchiste français né le 8 mai 1989 à Narbonne. 
Ayant pour numéro de voile FRA-14, il est membre de l'Équipe de France de funboard.

## Carrière sportive
Pierre Mortefon commence la voile à l'âge de six ans et intègre l'Équipe de France à la fin de l'année 2014, après s'être classé 3e sur le circuit mondial. En novembre 2015, il devient vice-champion du monde de slalom. Il réédite cette performance sur la saison 2016. Lors de la saison 2017, il se classe à nouveau 3e sur le circuit mondial. En 2019, il se classe 1er du circuit mondial de slalom. En 2024, il réalise le doublé, champion du Monde PWA slalom X et champion du Monde PWA slalom foil. 

## Palmarès
- Slalom PWA : Champion du Monde 2024 slalom X et slalom Foil. Champion du Monde 2019. Vice-champion du monde en 2015 et 2016. Troisième en 2014, 2017 et 2018
- Champion de France de slalom en 2014 et 2017
- Vainqueur du "Défi Wind" en 2010 et 2015